# 만루
만루는 야구에서 공격하는 팀의 주자들이 1루, 2루, 3루 베이스에 각각 한 명씩 진루해 있는 것이다.

## 같이 보기
- 야구